# キバナルコウソウ

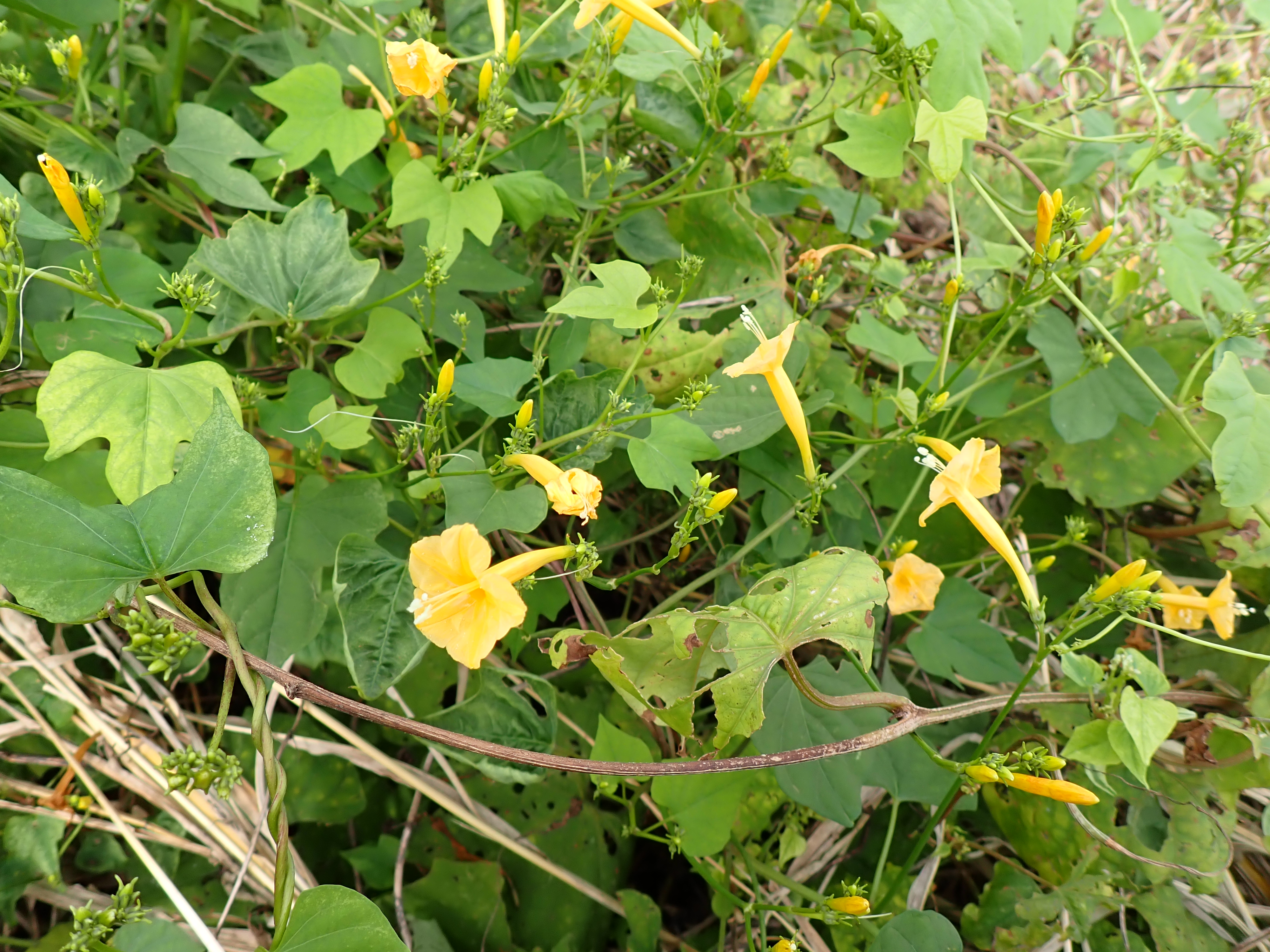
キバナルコウソウ（2024年12月 沖縄県石垣市）

キバナルコウソウ（学名：Ipomoea hederifolia var. lutea）はヒルガオ科サツマイモ属の一年草。熱帯アメリカ原産のツタノハルコウの変種。

## 特徴
草姿、葉形などの特徴はツタノハルコウと同様で、花色が黄色い。

## 利用
キバナルコウソウは文部科学省のナショナルバイオリソースプロジェクト（NBRP）のアサガオのリソース拠点（九州大学大学院理学研究院）に系統保存されている。
ルコウソウの近縁種は花弁にカロテノイドとペラルゴニジン系アントシアニン色素の双方を含有し、サツマイモ属の中でも特徴的な橙赤色の花をつけるが、キバナルコウソウの黄色い花弁はカロテノイドのみを含み、ペラルゴニジン系アントシアニン色素を持たない。このキバナルコウソウと、両方の色素を持たない白花のルコウソウを交配させると、雌雄いずれの交配組合せにおいても雑種第一代が両親と異なる橙赤色の花をつけることから、これらを材料にしてペラルゴニジン系アントシアニン色素の合成に関わる遺伝子の発現解析が行われている。